# Lista băncilor din România
Aceasta este lista băncilor din România.

## Bănci înregistrate în România

### Bănci universale (bănci cu capital domestic)
- Banca de Investiții și Dezvoltare
- Banca Română de Credite și Investiții
- Banca Transilvania (grupul Banca Transilvania)
- CEC Bank
- Credex Bank
- Creditcoop
- Exim Banca Românească
- Patria Bank
- Salt Bank (grupul Banca Transilvania)
- TechVentures Bank

### Bănci universale (bănci cu capital străin)
- Addiko Bank
- Banca Comercială Română (grupul Erste Bank)
- Banca Română pentru Dezvoltare (grupul Société Générale)
- Garanti Bank (grupul BBVA)
- First Bank (grupul Intesa Sanpaolo)
- Intesa Sanpaolo Bank (grupul Intesa Sanpaolo)
- Libra Internet Bank
- Vista Bank
- ProCredit Bank (grupul ProCredit)
- Raiffeisen Bank (grupul Raiffeisen)
- UniCredit Bank (grupul UniCredit)

## Sucursale ale băncilor internaționale

### Bănci universale
- Alior Bank
- BNP Paribas Personal Finance
- Credit Europe Bank
- ING
- Revolut
- TBI Bank

### Bănci corporative
- Bank of China
- Banque Banorient France
- BNP Paribas
- Citibank Europe
- PKO Bank Polski

## Lista băncilor sistemice
Comitetul Național de Supraveghere Macroprudențială din România a identificat 9 bănci ca fiind importante în mod sistematic și, prin urmare, trebuie să îndeplinească cerințe mai stricte:
- Banca Transilvania
- Banca Comercială Română
- Banca Română de Dezvoltare
- UniCredit Bank
- Raiffeisen Bank România
- CEC Bank
- OTP Bank România (achiziționată de Banca Transilvania)
- Alpha Bank România (achiziționată de UniCredit)
- Exim Banca Românească

## Cota de piață a băncilor
|    | Bancă                      | 2023   | 2022   | 2021   | 2020   | 2019   | 2018   | 2017   | 2016   | 2015   | 2014   | 2013   |
| -- | -------------------------- | ------ | ------ | ------ | ------ | ------ | ------ | ------ | ------ | ------ | ------ | ------ |
| 1  | Banca Transilvania         | 20.15% | 19.11% | 19.55% | 18.46% | 17.72% | 16.48% | 13.87% | 13.15% | 12.60% | 9.80%  | 8.90%  |
| 2  | Banca Comercială Română    | 13.44% | 13.95% | 13.93% | 14.20% | 14.43% | 15.05% | 15.83% | 16.28% | 15.80% | 16.20% | 17.50% |
| 3  | CEC Bank                   | 10.41% | 8.83%  | 7.92%  | 7.37%  | 6.64%  | 6.50%  | 7.41%  | 7.16%  | 7.30%  | 7.70%  | 7.40%  |
| 4  | Banca Română de Dezvoltare | 10.13% | 10.20% | 10.48% | 11.01% | 11.28% | 11.99% | 12.50% | 12.87% | 13.00% | 12.40% | 13.00% |
| 5  | ING Bank                   | 8.93%  | 9.00%  | 9.27%  | 9.55%  | 9.01%  | 8.51%  | 7.87%  | 7.08%  | 6.30%  | 5.10%  | 5.00%  |
| 6  | Raiffeisen Bank România    | 8.73%  | 8.85%  | 9.25%  | 9.16%  | 8.66%  | 8.88%  | 8.44%  | 8.49%  | 8.40%  | 7.90%  | 7.30%  |
| 7  | UniCredit Bank România     | 8.43%  | 8.62%  | 7.84%  | 8.11%  | 8.99%  | 9.21%  | 8.78%  | 8.30%  | 8.10%  | 7.90%  | 7.60%  |
| 8  | Exim Banca Românească      | 3.29%  | 3.28%  | 2.30%  | 2.11%  | 1.57%  | 1.60%  | 1.30%  | 1.09%  | 1.00%  | 1.10%  | 1.10%  |
| 9  | Alpha Bank România         | 2.93%  | 3.01%  | 2.92%  | 3.20%  | 3.60%  | 3.76%  | 3.66%  | 3.74%  | 4.00%  | 4.60%  | 4.50%  |
| 10 | OTP Bank România           | 2.46%  | 2.84%  | 2.89%  | 2.65%  | 2.68%  | 2.45%  | 2.14%  | 2.09%  | 2.30%  | 1.30%  | 1.30%  |
| 11 | Garanti Bank România       | 1.90%  | 1.91%  | 1.78%  | 1.91%  | 2.19%  | 2.27%  | 2.33%  | 2.28%  | 2.50%  | 2.20%  | 2.00%  |
| 12 | Citibank România[f]        | 1.77%  | 2.05%  | 1.91%  | 1.98%  | 2.06%  | 1.78%  | 1.57%  | 1.73%  | 2.30%  | 2.40%  | 1.80%  |
| 13 | Libra Internet Bank        | 1.39%  | 1.39%  | 1.50%  | 1.31%  | 1.32%  | 1.21%  | 1.08%  | 0.86%  | 0.60%  | 0.50%  | 0.30%  |
| 14 | Vista Bank                 | 1.18%  | 1.16%  |        |        |        |        |        |        |        |        |        |
| 15 | First Bank[g]              | 1.04%  | 1.10%  | 1.09%  | 1.31%  | 1.30%  | 1.50%  | 1.51%  | 1.67%  | 1.90%  | 2.50%  | 2.50%  |
| 16 | Intesa Sanpaolo România    | 0.92%  | 1.09%  | 1.09%  | 1.15%  | 1.33%  | 1.26%  | 1.05%  | 1.04%  | 1.10%  | 1.20%  | 1.40%  |

## Statistici
| Banca                   | Active (mil. lei) | Capital propriu (mil. lei) | Profit net (mil. lei) | Sucursale | ATM-uri | Nr angajați | Capital social | Proprietar                                        |
| ----------------------- | ----------------- | -------------------------- | --------------------- | --------- | ------- | ----------- | -------------- | ------------------------------------------------- |
| BCR                     | 98.850            | 11.054                     | 1.745                 | 321       | 1.700   | 5.018       | 1.625.341.625  | EGB Ceps Holding GmbH                             |
| BRD                     | 71.522            | 6.577                      | 1.285                 | 460       | 305     | 5.833       | 696.901.518    | Société Générale                                  |
| Banca Transilvania      | 133.960           | 7.958                      | 2.178                 | 513       | 2.137   | 9.175       | 7.163.083.000  | Capital românesc (75,26%) Capital străin (24,74%) |
| Raiffeisen Bank         | 62.598            | 6.453                      | 1.256                 | 291       | 594     | 4.930       | 1.200.000.000  | Raiffeisen SEE Region Holding GmbH                |
| CEC Bank                | 61.748            | 3.893                      | 424                   | 1011      | 1.000   | 6.584       | 2.499.746      | Ministerul Finanțelor Publice                     |
| UniCredit Bank România  | 60.444            | 6.475                      | 952                   | 162       | -       | 3.004       | 455.219.478,30 | UniCredit Bank Austria AG                         |
| Alpha Bank              | 21.130            | 2.117                      | 128                   | 133       | -       | 2.063       | 958.811.443,20 | Alpha Bank A.E.                                   |
| ING Bank                | 63.100            | -                          | 1060                  | -         | -       | 3.580       | -              | ING Bank N.V.                                     |
| Credit Europe Bank      | 4.000             | -                          | 34                    | 22        | -       | -           | 763.605.997    | Credit Europe Bank N.V.                           |
| OTP Bank România        | 19.200            | -                          | 15                    | 123       | 1.059   | 1.740       | 2.279.253.360  | OTP Bank                                          |
| Garanti Bank România    | 11.359            | 1.618                      | 138                   | 71        | -       | 960         | 1.208.087.000  | Turkiye Garanti Bankasi                           |
| Intesa Sanpaolo România | 7.671             | 952                        | 30                    | 34        | -       | 571         | 1.156.639.410  | Intesa Sanpaolo                                   |
| Vista Bank România      | 4.455             | 326                        | 6                     | 31        | -       | 273         | 317.499.748    | Marfin Investment Group                           |
| Patria Bank             | 4.157             | 345                        | 20                    | 48        | 700     | 606         | 327.881.437,60 | MKB Bank                                          |
| Eximbank                | 22.962            | 1.481                      | 43                    | 109       | -       | 1.322       | 803.675.412    | Statul Român                                      |
| Procredit Bank România  | 2.593             | 219                        | 13                    | 6         | 670     | 150         | 253.725.090    | ProCredit Holding AG                              |
| Libra Internet Bank     | 9.618             | 1.042                      | 238                   | 54        | -       | 1.037       | 462.616.000    | New Century Holdings                              |
| Creditcoop              | 1.597             | 385                        | 5                     | 34        | -       | -           | variabil       | -                                                 |
| TechVentures Bank       | 869               | 41                         | -17                   | 16        | -       | 111         | 78.398.000     | Vasile-Olimpiu Bălaș (61,31%)                     |

- Banca "C.R. Firenze" - România
- Banca Națională a României (BNR)
- Bank of Cyprus ("Banca Ciprului")
- Blom Bank
- Daewoo Bank
- Fortis Bank
- Porsche Bank - România
- Romanian International Bank (RIB)
- Banca Română de Credite și Investiții

Foste bănci din România
- Banca Agricolă
- Banca Internațională a Religiilor
- Banca "Marmorosch Blank"
- Bancorex
- Credit Bank
- Banca "Dacia Felix"